# Gare de Selles-sur-Cher
Gare de Selles-sur-Cher vasútállomás Franciaországban, Selles-sur-Cher településen.

## Vasútvonalak
Az állomást az alábbi vasútvonalak érintik:
- Vierzon–Saint-Pierre-des-Corps-vasútvonal

## Kapcsolódó állomások
A vasútállomáshoz az alábbi állomások vannak a legközelebb:
- Gare de Gièvres (Gare de Vierzon-Ville)
- Gare de Saint-Aignan - Noyers (Gare de Saint-Pierre-des-Corps)